# 极速前进亚洲版4
《极速前进亚洲版4》（英語：The Amazing Race Asia 4）是真人秀電視節目《极速前进亚洲版》的第四季。於AXN播放。這是一個關於10隊，各由兩位有既定關係的亞洲人組成的隊伍，為獎金10萬美元而進行環球旅遊競爭的節目，而本節目主持是由首季起已擔任此職的吳振天（Allan Wu）。
本季報名申請原於2010年3月22日完結，但延遲至3月31日。面試於同年3月至4月間進行，而拍攝於6月進行。
2010年9月2日播出《极速前进誰與爭鋒2010》，2010年9月23日至12月9日播出《极速前进亚洲版4》。節目的首集史無前例地，於2010年9月16日起於官方網站提供免費網上收看。
此季後沉寂6年後在2016年才播出第5季。

## 播映資料
本節目在AXN亞洲各地區頻道播放，部分地區播放時附上該地區語言的字幕（如在香港及台灣播放時附中文字幕、印尼則附印尼語字幕等）
。下表為本季節目在AXN各地區播映的資料：
| 2010年9月23日首播 | 逢週四 13:00 (UTC) | 印尼 20:00 (UTC+7)、新加坡、菲律賓、馬來西亞 21:00 (UTC+8) |
| 2010年9月23日首播 | 逢週四 14:00 (UTC) | 泰國 21:00 (UTC+7)、香港 22:00 (UTC+8)、韓國 23:00 (UTC+9) |
| 2010年9月23日首播 | 逢週四 15:00 (UTC) | 台灣 23:00 (UTC+8)                                         |
| 2010年9月23日首播 | 逢週四 15:30 (UTC) | 印度 21:00 (UTC+5.5)                                       |

## 節目製作

### 攝製
AXN設計之本季賽事宣傳口號為「一生永難忘懷的經驗」（Ride of a Lifetime），吳振天表示選手將遊歷異國及接受新的挑戰。

### 選手
本季賽事包括節目全季首支父女隊伍、全季最年輕隊伍（21及22歲）、功夫專家、紋身家、社工和音樂家。和以前的季度相同，本季一樣包含很多知名人士或其親屬。Wendy（李穎芝）為2006年度香港小姐入圍決賽佳麗，與其隊員Alan（陸駿光）均為香港無綫電視藝員；Nadine為2009年度印尼地球小姐；Natasha則為2007年度南雅加達小姐。Dimple為印地語肥皂劇女演員，她朋友Sunaina則為印度電視女演員；Manas為印度真人約會電視節目準優勝者；Jess與Lani於菲律賓之多種媒體亮相，拍攝過多個廣告；至於Michelle（吳秀嫻）是新加坡的自由演員，曾演出當地的劇集，其拍檔Claire（吳佩恩）則為當地二人樂隊成員。
本季包含一位非亞洲人Ivan，他來自匈牙利，與馬來西亞的妻子Hilda參賽；Jess與Lani為澳洲籍但為菲律賓裔；而Richard與Richard隊（Hardin與Herrera）是於美國長大。

### 營銷
《驚險大挑戰亚洲版4》是由亚通、加德士、索尼、希爾頓酒店等公司贊助。
本季破天荒地於節目首集正式於電視上放映前一周，於官方網站，提供免費首集線上串流觀賞。本季亦播放了兩集特輯：於比賽首集播放前三周，有介紹各隊參賽者等的《驚險大挑戰誰與爭鋒2010》（Racers Revealed 2010），此特輯亦供網上觀賞；而於最後一集播放前一周播放了《驚險大挑戰亚洲版Best Moments》（Amazing Race Asia Best Moments），作為最終賽段前的賽事回顧，而並無如前三季般，於賽事完結後播放花絮特輯。
本季設立了獨立的官方群組及官方Facebook，供支持者互相討論，亦會公佈官網的投票結果等，例如Ethan（林闊翰）以64%得票率被選為最瘋狂隊伍。

## 比賽結果
下表列出了所有參賽隊伍的比賽結果，以排名順序列出。當中列出的隊員關係為節目拍攝時期的狀態，關係描述為官方版本。
| 隊伍              | 關係     | 分段比賽成績 | 分段比賽成績 | 分段比賽成績 | 分段比賽成績 | 分段比賽成績 | 分段比賽成績 | 分段比賽成績 | 分段比賽成績 | 分段比賽成績 | 分段比賽成績 | 分段比賽成績 | 路障完成次數                 |
| 隊伍              | 關係     | 1            | 2            | 3            | 4            | 5            | 6            | 73           | 73           | 8            | 9            | 10           | 路障完成次數                 |
| ----------------- | -------- | ------------ | ------------ | ------------ | ------------ | ------------ | ------------ | ------------ | ------------ | ------------ | ------------ | ------------ | ---------------------------- |
| Richard & Richard | 朋友     | 2nd          | 2nd          | 6th          | 1stƒ         | 2nd^         | 1st          | 2nd          | 2nd          | 4th6         | 2nd          | 1st          | Richard Ha. 5, Richard He. 5 |
| Claire & Michelle | 反叛青年 | 3rd          | 7th1         | 4th<         | 7th          | 3rd+         | 3rd»         | 3rd          | 4th          | 3rd          | 3rd          | 2nd          | Claire 5, Michelle 6         |
| Hussein & Natasha | 父女     | 9th          | 9th1         | 2nd          | 5th          | 7th-         | 2nd          | 6th          | 5th4         | 2nd          | 1st          | 3rd7         | Hussein 6, Natasha 5         |
| Jess & Lani       | 派對女孩 | 8th          | 8th1         | 7th          | 4th          | 5th~         | 4th          | 1st          | 1st          | 1st          | 4th          |              | Jess 5, Lani 5               |
| Ethan & Khairie   | 朋友     | 1st          | 5th          | 5th          | 3rd          | 1st+         | 5th          | 4th          | 3rd          | 5th          |              |              | Ethan 4, Khairie 5           |
| Dimple & Sunaina  | 旅行同伴 | 4th          | 3rd          | 1st>         | 2nd          | 4th^         | 6th«         | 5th          | 6th5         |              |              |              | Dimple 4, Sunaina 4          |
| Ivan & Hilda      | 夫妻     | 6th          | 1st          | 3rd          | 6th          | 6th~         | 7th          |              |              |              |              |              | Ivan 3, Hilda 3              |
| Sahil & Manas     | 表兄弟   | 7th          | 4th          | 8th2         | 8th-         | 8th-         |              |              |              |              |              |              | Sahil 2, Manas 3             |
| Alan & Wendy      | 情侶     | 5th          | 6th1         | 9th          | 9th          |              |              |              |              |              |              |              | Alan 2, Wendy 2              |
| Yani & Nadine     | 朋友     | 10th         | 10th1        |              |              |              |              |              |              |              |              |              | Yani 1, Nadine 1             |

^  注解1：Alan & Wendy、Claire & Michelle、Yani & Nadine、Jess & Lani及Hussein & Natasha被罰時4小時，因為 Alan、Claire、Yani、Jess及Natasha無法在限時內完成路障。Yani & Nadine因為在該賽段未拿到第一名，被罰時30分鐘

^  注解2：Sahil & Manas原本是第7隊到達指示站的，但他們沒有付清計程車資所以不允許報到，因此Jess & Lani成為第7名，Sahil & Manas掉至第8名

^  注解3：第7賽段為雙倍長賽段，分兩集播出

^  注解4：Hussein & Natasha在前半段被罰時4小時，因為Hussein放棄前半段的路障

^  注解5：Dimple & Sunaina來不及做後半段的繞道，因其他5隊已經抵達提示站，她們被召到提示站且被淘汰

^  注解6：Richard & Richard因犯規搭私家車到Kura Meru，被處罰必須搭計程車回到Mataram，用手觸摸船身後再搭計程車回到Kura Meru

^  注解7：Hussein & Natasha在最後的路障被罰時4小時,因為Hussein放棄路障

- 紅 ：該隊已被淘汰
- 綠ƒ  ：該隊贏得通行證(Fast Forward)線索. 而附有綠 ƒ的賽程號碼表示雖然該賽段有通行證但並無隊伍選擇使用
- 下線藍：該隊最後抵達非淘汰提示站，需在下一賽段第一名到達，否則便要接受30分鐘的罰時。
- 2個相同符號(+,^,-和~)：這2隊在聯合組隊配合。
- 棕» : 该队使用迴轉，«是被指定迴轉的队伍，«»表示该赛段有迴轉但無隊伍使用
- 黃> : 该队使用讓路， <是被指定讓路的队伍，>< 表示该赛段有讓路但無隊伍使用.

## 賽程摘要

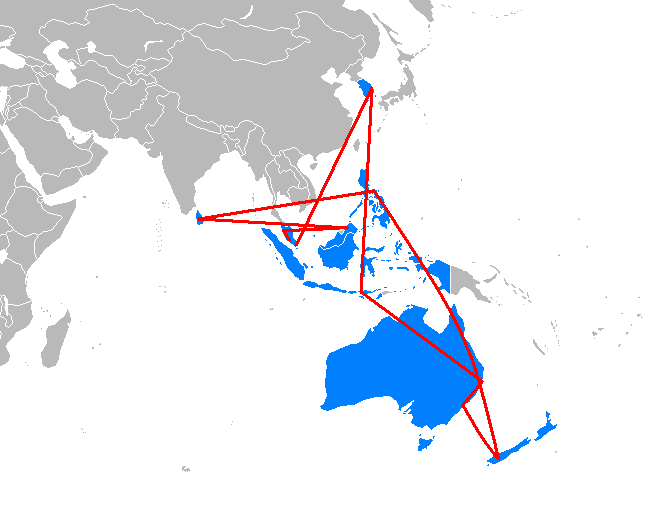
亞洲版第四季路線圖。

### 第1段（馬來西亞）
- 馬來西亞吉隆坡 (樂聖嶺天后宮)（起點線）AT1
- 雪蘭莪鹅唛县（黑风洞）AT2
- 檳城喬治市 (Pinang Peranakan Mansion)
- Gelugor市 (Futsal Court)AT3
- 喬治市 (Swettenham Pier)
- 檳城 (Star Cruise Pisces 12th Deck)

比賽的第一個路障，隊伍的其中一個隊員需拿着祭品，走上黑风洞的頂部，把祭品交給一個和尚並告訴他有多少階階梯。如果隊伍能說出正確數目272，那個和尚便會給隊伍下一個指示。在這比賽的第一個繞道，隊伍需從旗幟或抹布中二擇其一。在旗幟，隊伍需根據船長的提示找出五枝藏起來的旗幟，找到後，需把五枝旗幟交給船長以換取下一個指示。在抹布，隊伍的其中一人需在外面抹客房的窗，而另一人需找到隊友在抹的房間，並用相機把隊友抹窗的樣子攝下，並把相片交給船長，以換取下一個指示。
附加任務：
AT1：隊伍需由起點線自行駕車到下一個指示的地方：黑风洞（Batu Caves）。

AT2：隊伍完成路障後，需根據指示：你有多認識這個比賽？前往极速前进16的第八個提示站﹙How well do you know the race? Find the Pit Stop of Episode 8 in the sixteenth season of the American version.﹚，即Pinang Peranakan Mansion。到達那裏後，隊伍找到關於「Baldwin」的東西，這代表一個鋼琴，而鋼琴上面的改編奇異恩典便是隊伍的下一個指示。
AT3：到达Futsal Court后，两名队员需轮流防守专业球员的进球。每失一球，队伍要接受2分钟罚时。

### 第2段（馬來西亞）
- 檳城 (Batu Ferringhi)
- 檳城(檳城國際機場) 到 沙巴亞庇(亞庇國際機場)
- 斗亞蘭 (Murut Warrior's Village)AT1
- 亞庇 (Filipino Night Market)AT2
- 亞庇 (Sutera Harbour Marina)
- Sapi Island
- Kampung Tanjung Aru (Sembulan)

本次路障要求一名队员潜入水底，在绳子的一段找到钥匙，然后将钥匙穿越由绳子做成的迷宫，从而打开连接下一条线索的锁。本次绕道要求选择“激流”或“弹弓”，若选“激流”队伍必须运用竹筏，滑下湍急的河流，就能获得下一条线索。若选“弹弓”队伍必须每人用弹弓射中一个目标，完成后，酋长就会给出下一条线索。
附加任務：
AT1：到达Murut Warrior's Village后，队伍必须参与当地传统的祈福仪式。
AT2：到达Filipino Night Market后，队伍必须要吃掉至少100颗鸡肉丸，吃的最多的队伍。就可在下一项任务提早20分钟出发。

### 第3段（馬來西亞→斯里蘭卡）
- 沙巴亞庇(亞庇國際機場) 到 雪蘭莪雪邦(吉隆坡國際機場)
- 吉隆坡 (Axiata Tower)AT1
- 雪邦(吉隆坡國際機場) 到 斯里蘭卡科倫坡(班達拉奈克國際機場)
- 科倫坡 (Gangaramaya寺廟) AT2
- 科倫坡 (Nugegoda Station Road - Peanut Vendor) AT3
- 科倫坡 (Trendy Connection)
- 科倫坡 (Independence Square)

本次绕道要求队伍前往一座鱼市场。然后选择“计算”或“搬运”，若选“计算”队伍必须前往市场的鱼类计算站。然后数箱子里有多少小鱼，如果给出的数字正确，鱼贩就会给出下一条线索。若选“搬运”队伍必须搬运12块约20公斤重的冰送到指定的商贩，就能获得下一条线索。本次路障要求一名队员用缝纫机缝制裁好的上衣布，若得到专业人员认可，就能获得下一条线索。
附加任務：
AT1：到达吉隆坡后，前往Axiata Tower在那里一连串的国际监视站里找到一张黄金佛像的照片，各队要通过此照片找寻他们的下一个目的地。如果选错，就得接受两分钟的罚时。
AT2：到达Gangaramaya寺庙，接受僧侣的祝福。
AT3：到达Nugegoda Station Road - Peanut Vendor后，每支队伍需贩卖20袋花生，每袋15卢比。

### 第4段（斯里蘭卡）
- 科倫坡(Fort Railway Station)  到 加勒(加勒火车站)
- Galle (Galle Fort)
- Galle (Galle Lighthouse)
- Galle (Dialog Service Center)AT1
- Galle (Galle巴士站) 到 Ambalangoda
- Ambalangoda (Mask Stall Vendor) AT2
- 西部省Kalutara (Kalutara Kalido Beach)

本次通行证要求队伍找到位于Galle巴士站作有标记的理发摊，并用传统方式剃头。本次路障要求一名队员在海边找到带有密码锁的木箱，下一条线索就在箱子里，而密码就是锡兰更名为斯里兰卡的年份（1972）。本次绕道要求队伍选择“椰子树”或“语言课程”。获选“椰子树”队伍必须爬上25米高的椰子树顶，就能获得下一条线索。若选“语言课程”队伍必须向学生学习辛加单词，然后叙述给老师听，如果老师觉得标准，就会给出下一条线索。
附加任務：
AT1：到达Dialog Service Center后，选手必须在众多手机里找到里面显示“恭喜，正确”的讯息。
AT2：到达 Ambalangoda火车站后，队伍必须向摊贩要一张面具照片，然后根据这张照片在庆典的人去里找到带有相同面具的舞者。

### 第5段（斯里蘭卡→菲律賓）
- 科倫坡(班達拉奈克國際機場) 到 菲律賓馬尼拉(馬尼拉尼諾伊·阿基諾國際機場)
- 馬尼拉帕謝市(Philtranco Pasay Terminal) 到 黎牙实比市(Legazpi Grand Central Terminal)  或馬尼拉(馬尼拉尼諾伊·阿基諾國際機場) 到 黎牙实比市(黎牙实比机场)
- Legazpi市 (Ligñon Hill)
- Daraga市 (Barangay Budiao)AT1
- Daraga市 (Cagsawa Ruins) AT2
- Bacacay市 (Misibis Bay Resorts – Misibis Bay Eco Park)
- Bacacay市 (Misibis Bay Resort Amphitheater)

本次绕道要求队伍选择“跳舞”或“抓猪”,若选“跳舞”队伍必须要学会当地传统舞蹈--伊巴隆舞，并表演给评委看，若评委觉得满意，就能获得下一条线索。若选“抓猪”选手要进入猪圈，两名队员徒手各抓一只油猪，就能获得下一条线索。十字路口要求两支队伍清理被暴风雨侵蚀的沙滩。本次路障要求一名队员划独木舟划向一座做有标识的鱼场，在众多信封里找到“正确”字样。
附加任務：
AT1：到达Barangay Budiao后，队伍必须乘坐四轮摩托车，前往下一条线索。
AT2：到达Cagsawa Ruins后，队伍要参与当地传统游戏，一名队员蒙上眼，另一名队员用铃鼓提供方向，当蒙上眼的队员打到陶罐时，就能获得下一条线索。若说话，就得重头再来。

### 第6段（菲律賓→紐西蘭）
- 黎牙实比市(黎牙实比机场) 到 紐西蘭南地大區因弗卡吉爾(因弗卡吉爾国际机场)
- Te Anau市 (接近Te Anau Lake)
- Kingston市 (Pillan's Paddock) (Overnight rest) AT1
- Nevis River (Nevis Highwire Platform) AT2
- 皇后镇Queenstown Events Center)
- 皇后镇(Coronet Peak)

本次绕道要求队伍选择“下坠”或“摇摆”，若选“下坠”两名队员必须分别从134米高的蹦极台一跃而下，才能获得下一条线索。值得一提的是这项任务曾经在“极速前进亚洲版1”出现过。若选“摇摆”队伍必须在世界上最高的“秋千”荡153米，才能获得下一条线索。本次路障要求一名队员使用雪崩救援定位器，在雪山上找到被雪隐藏的物体。
附加任務：
AT1：到达Pillan's Paddock后，队伍要选择一座锯木站，首先两人必须合作锯五片木头，然后每名队员再锯两片。
AT2：到达Queenstown Events Center的英式橄榄球场后，队伍必须冲破专业橄榄球运动员的防守达阵成功，之后将橄榄球踢入球门，若在十次内没能踢进，将被罚时十分钟。

### 第7段（紐西蘭→澳洲）
- 皇后镇(Coronet Peak) AT1
- Arrowtown市 (Arrowtown Post Office)AT2
- 皇后镇(皇后镇国际机场) 到 澳洲新南威爾斯省雪梨(雪梨機場)
- 雪梨 (環形碼頭)AT3
- 雪梨 (希爾頓酒店) AT4
- 雪梨 (Hyde Park – Archibald Fountain)
- 新南威爾斯省雪梨(雪梨機場) 到 昆士蘭州布里斯本(布里斯本機場)
- 黃金海岸(Southpoint Indoor Pistol Club)AT5
- 黃金海岸 (夢幻世界遊樂園) AT6
- 黃金海岸 (Kurrawa Beach)  AT7
- 布里斯本 (Kangaroo Point Park)

本次绕道要求选手选择“赶羊”或“盛酒”，若选“赶羊”队伍必须将15头羊其中3头带有标记的羊赶入围栏。若选“盛酒”队伍要将228升的酒桶推到陡坡的顶端，然后在酒桶里盛满酒。本次路障要求一名队员完成马戏团空中特技表演。第二个路障要求一名队员要在1分42秒内开拉力赛车跑完一圈。如果超时就得重头再来。第二个绕道要求队伍选择“猎人”或“飞镖”，在两项任务开始前，选手要化装成原著民的摸样。若选“猎人”队伍要用猎矛，直到其中一根插入干草堆，若选“飞镖”队员必须至回力镖直到回力镖落到圆圈内，两项任务最后一名队员要吃一道当地传统美食--幼虫，才能获得下一条线索。
附加任務：
AT1：在Coronet Peak，队伍必须穿上滑雪装备，再不跌倒的情况下划下两道障碍。
AT2：在Arrowtown Post Office，选手要将在中继站给心爱的人的话寄出，就能获得下一条线索。
AT3：到达雪梨環形碼頭后，各队必须在街道上找到一位手拿雨伞的男士，而暗语就是：“你知道天气如何，老兄？”才能获得下一条线索。
AT4：到达希爾頓酒店后，队伍要挑战最快时间铺床，如果队伍在四次挑战均未能在三分钟内完成，就得接受十分钟罚时。如果在队伍里铺床时间最快，就能在中继站得到意外的惊喜。
AT5：到达Southpoint Indoor Pistol Club后，每名队员要用手枪射中红色区域。
AT6：到达夢幻世界遊樂園大坠落后，队伍要手拿相机在园区内找到挥动比赛旗帜的吉祥物并拍下，若放大的照片里没有比赛旗帜的吉祥物，就得重头再来。
AT7：到达Kurrawa Beach后，各队要在指定区域内挖出下一条线索。

### 第8段（澳洲→印尼）
- 布里斯本(布里斯本機場)  到 印度尼西亞峇里登巴薩(伍拉·賴國際機場)AT1
- 峇里登巴薩 到 西努沙登加拉省龍目島馬塔蘭
- 龍目島 (Pura Meru)
- 龍目島 (Pura Lingsar) AT2
- 龍目島 (Malimbu Beach) AT3
- 龍目島 (Gili Trawangan - Sunset Point)

本次绕道要求队伍选择“头上”或“地下”，若选“头上”队伍要前往一座市场，并找到左右标记的摊点，之后用头顶篮子前往另一家摊点，才能获得下一条线索。若选“地下”各队要前往中国墓地，在众多墓地里找到范三妹的墓地。本次路障要求一名队员潜入水底找到箱子，并搬上船。
附加任務：
AT1：到达峇里后。选手要在两班间隔30分钟的快艇登记其中一班。
AT2：到达Pura Lingsar后，参与当地的丢米仪式。
AT3：完成路障后，队伍要拿着箱子车坐马车前往一家露天咖啡厅。到达后，他们要数清箱子里的钱，并将所得到的数目输入笔记本电脑。若输入正确，就能获得下一条线索。如果输错三次，电脑会自动停止十分钟，才能再次输入金额。

### 第9段（印尼→南韓）
- 馬塔蘭(马塔兰机场)  到 南韓慶尚北道浦項市(浦項機場)AT1
- 浦項市 (Hands of Harmony - Homigot Sunrise Square)
- 慶州市 (Girimsa Temple)AT2
- 慶州市 (石窟庵Grotto)AT3
- 慶州市 (慶州國立公園- Anapji Pond)

本次绕道要求队伍选择“射箭”或“石堆”，若选“射箭”队伍要选择一张其他队伍（也可以选择自己）的照片，然后用弓箭射中目标三次，才能获得下一条线索。若选“石堆”队伍要用石头堆砌起祭祀高塔，到达指定高度后，就能获得下一条线索。本次路障要求一名队员穿过三排有战士把守的大门，到首领那儿那到下一条线索。如果走错了大门，战士会出来阻止，如果连续走错三次，就得排到队尾。
附加任務：
AT1：到达浦项后，队伍要必须知道线索里说明的“两只手”指的就是Hands of Harmony
AT2：到达Girimsa Temple后，一名队员要回答有关队伍之间的五道问题，答完后另一名队员再进去回答，只有两个人的答案一致，才能获得下一条线索。
AT3：到达石窟庵后，队伍要敲钟三次。

### 第10段（南韓→新加坡）
- 浦項市(浦項機場) 到 新加坡(新加坡樟宜機場)
- 新加坡 (加文納橋)
- 新加坡 (East Coast - Red House Seafood Restaurant)AT1
- 新加坡 (Caltex Service Station) AT2
- 新加坡 (St James Power Station) AT3
- 新加坡 (濱海灣金沙Resort - Sky Park Swimming Pool)AT4
- 新加坡 (濱海灣金沙Resort - Sky Park Observation Deck)

本次绕道要求队伍选择“冲浪”或“算数”，若选“冲浪”每名队员必须在模拟冲浪器上冲浪两分钟，就能获得下一条线索。若选“计算”队伍要在登上弹跳机，在抛入空中时，队伍要在十秒内计算总数，若答案正确，就能获得下一条线索。本路障要求一名队员濱海灣金沙的55层高楼进行“邮差漫步”，队员要从一号塔走过钢丝到二号塔领取线索再回到一号塔。
附加任務：
AT1：到达East Coast - Red House Seafood Restaurant后，队伍要将剥一公斤的辣蟹肉。
AT2：各队要在四座Caltex Service Station的其中一座找到一辆老爷车和下一条线索。如果没有找到，就意味着车子已被人开走，他们要继续寻找。
AT3：到达St James Power Station后，队伍在专业魔术师的指导下，在两分钟的时间内进行逃脱术。
AT4：到达Resort - Sky Park Swimming Pool后，队伍要回答七道题目后，才能获得通往终点的线索。

## 資料來源
1. ↑  . AXN亞洲. 2010-12-07  [2010-12-14]. （原始内容存档于2010-12-12）.
2. ↑  . AXN亞洲. 2010  [2010-10-08].[永久]
3. ↑  .   [2010-11-27]. （原始内容存档于2017-03-21）.
4. ↑  .   [2010-11-27]. （原始内容存档于2017-03-21）.

## 外部連結
- 官方網站（中文）
- 官方網站 （页面存档备份，存于）（英文）